# Водное поло на летней Универсиаде 2017
Водное поло на летней Универсиаде 2017 — соревнования по водному поло в рамках летней Универсиады 2017 года состоялись с 18 августа по 30 августа в тайваньском городе Тайбэй. Были разыграны 2 комплекта наград у мужчин и у женщин.

## История
Турнир по водному поло на Универсиадах является одним из обязательных командных видов спорта.

## Правила участия
Мероприятия по водному поло будут организованы в соответствии с последними техническими правилами Международной федерации Водных видов спорта.
В соответствии с Положением FISU, спортсмены должны соответствовать следующим требованиям для участия во Всемирной универсиаде (статья 5.2.1):
- До соревнований допускаются студенты обучающиеся в настоящее время в высших учебных заведениях, либо окончившие ВУЗ не более года назад.
- Все спортсмены должны быть гражданами страны, которую они представляют.

## Календарь
| ЦО | Церемония открытия | ● | Квалификации | 2 | Финалы соревнований | ЦЗ | Церемония закрытия |

| Июль        | 18 Пт | 19 Сб | 20 Вс | 21 Пн | 22 Вт | 23 Ср | 24 Чт | 25 Пт | 26 Сб | 27 Вс | 28 Пн | 29 Вт | 30 Ср | Соревнования |
| ----------- | ----- | ----- | ----- | ----- | ----- | ----- | ----- | ----- | ----- | ----- | ----- | ----- | ----- | ------------ |
| Водное поло | ●     | ●     | ●     | ●     | ●     | ●     | ●     | ●     | ●     | ●     | ●     | 1     | 1     | 2            |

## Соревнования среди мужских команд

### Плей-офф
| Стадия          | Команда 1      | Команда 2      | Счет |
| 1/8 финала      | Франция        | ЮАР            | 13:5 |
| 1/8 финала      | Великобритания | Канада         | 7:6  |
| 1/8 финала      | Корея          | Венгрия        | 2:18 |
| 1/8 финала      | Тайвань        | Сербия         | 1:32 |
| 1/8 финала      | Нидерланды     | Румыния        | 8:6  |
| 1/8 финала      | Италия         | США            | 12:9 |
| 1/8 финала      | Австралия      | Япония         | 9:15 |
| 1/8 финала      | Аргентина      | Россия         | 2:17 |
| 1/4 финала      | Франция        | Великобритания | 13:4 |
| 1/4 финала      | Венгрия        | Сербия         | 7:9  |
| 1/4 финала      | Нидерланды     | Италия         | 4:6  |
| 1/4 финала      | Япония         | Россия         | 7:12 |
| 1/2 финала      | Франция        | Сербия         | 3:10 |
| --------------- | -------------- | -------------- | ---- |
| 1/2 финала      | Италия         | Россия         | 9:11 |
| Матч за 3 место | Франция        | Италия         | 2:10 |
| Финал           | Сербия         | Россия         | 15:4 |

## Соревнования среди женских команд

### Плей-офф
| Стадия          | Команда 1 | Команда 2 | Счет     |
| 1/4 финала      | Россия    | Австралия | 13:6     |
| 1/4 финала      | Венгрия   | Франция   | 7:4      |
| 1/4 финала      | Япония    | Италия    | 17:15 П. |
| 1/4 финала      | Канада    | США       | 7:13     |
| 1/2 финала      | Россия    | Венгрия   | 7:11     |
| --------------- | --------- | --------- | -------- |
| 1/2 финала      | Япония    | США       | 8:13     |
| Матч за 3 место | Россия    | Япония    | 11:12    |
| Финал           | Венгрия   | США       | 9:16     |

## Призеры
|         | Чемпион | Серебряный призер | Бронзовый призер |
| ------- | ------- | ----------------- | ---------------- |
| Мужчины | Сербия  | Россия            | Италия           |
| Женщины | США     | Венгрия           | Япония           |